# Abaris (oud-Grieks persoon)
Abaris (Oudgrieks Ἀβάρις Ὑπερβορέος; Abaris Hyperboreios) was een priester van Apollon uit Scythië, wiens persoonlijkheid tot het gebied van de mythologie schijnt te moeten gebracht worden, de zoon van Seuthes, welke naam wellicht een verbastering is van Skythes, de mythische stamvader van de Skythen.
In hem wordt als het ware de legende gepersonificeerd, die verhaalde van het overbrengen van de Apollondienst naar meer noordelijke gewesten van Griekenland. Volgens de sage kwam hij bij gelegenheid van een hongersnood, die òf alleen in zijn vaderland òf door de ganse wereld heerste, en die slechts door gebeden en geloften kon worden gekeerd ten gevolge van een bevel van een orakel van Apollon naar Griekenland en wekte daar opzien en bewondering door zijn vreemde kleding, zijn eenvoudig gedrag en zijn rechtvaardigheid in handel en wandel. Hij sprak en gedroeg zich geheel als een beschaafde Griek. Als een verzoenend profeet trok hij Griekenland door en gaf uit naam van Apollon orakels. In Sparta deed hij een pest ophouden, en genas ook elders zieken door zijn toverformules. Spijs of drank nam hij nooit en met een gouden pijl, die hij van Apollon gekregen had, vloog hij over land en zee, genas hij ziekten en sprak hij orakels. Men wist ook te verhalen van geschriften van Abaris, die verzoeningsformules en orakelspreuken zouden bevat hebben en van sommige door hem vervaardigde gedichten tot lof van de god, die hij uitsluitend vereerde. Omtrent de tijd van zijn optreden in Griekenland is niets met zekerheid te bepalen. De berichten van de oude schrijvers daarover lopen geheel en al uiteen. Later gaf Abaris zijn pijl aan Pythagoras. Abaris wordt onder andere genoemd door Herodotus, en krijgt van hem de bijnaam "de Hyperboreaan".